# Helmut Lipfert
Helmut Lipfert (Lippelsdorf, Turíngia, 6 de Agosto de 1916 - 10 de Agosto de 1990) foi um piloto de caça alemão durante a Segunda Guerra Mundial. Atingiu 203 vitórias em mais de 700 missões de combate. Todas as suas vitórias foram na Frente Oriental, incluindo dois bombardeiros quadrimotores e 39 Il-2 Sturmovik e ainda tem 27 vitórias não-confirmadas, fazendo com que ele se tornasse o 13º maior ás da história da aviação.

## História
Começou a sua carreira militar como Arbeitdienstführer e Unteroffizier com a Panzerwaffe no Deutsches Heer, sendo transferido para a Luftwaffe no ano de 1941 quando recebeu as primeiras lições de voo.
Lipfert foi enviado para a Jagdgeschwader 52 na Frente Oriental no dia 16 de Dezembro de 1942, chegando em Simovniki na Rússia o Leutnant Lipfert foi enviado para a 6./JG 52.
Atingiu a sua primeira vitória aérea já na sua 18ª missão de combate, no dia 30 de Janeiro de 1943, ao abater um caça russo LaGG-5. No dia 25 de Junho do mesmo ano alcançou a sua 10ª vitória.
Durante o mês de Setembro de 1943, Lipfert assumiu o comando da 6./JG 52. Em 8 de Outubro, ele abateu quatro aeronaves russas, sendo estas as suas vitórias de 30 a 34. No mês de Outubro abateu outras 18 aeronaves, 21 no mês de Novembro, e mais 16 no mêse de Dezembro, incluindo quatro abates no dia 5 de Dezembro (69-72).
No final de 1943 o seu total de vitórias já havia chegado até 80. Após a sua 88ª vitória em 25 de Janeiro de 1944, foi retirado do combate, não retornando até o final de Março. Ao retornar foi condecorado com a Cruz de Cavaleiro da Cruz de Ferro no dia 5 de Abril. Atingiu a sua 100ª vitória em 11 de Abril de 1944 e a sua 150ª em 24 de Outubro de 1944.
Em 15 de Fevereiro de 1945, Hauptmann Lipfert foi designado Gruppenkommandeur da I./Jagdgeschwader 53. Atingiu a sua 200ª vitória em 8 de Abril de 1945, sendo condecorado no dia 17 de Abril de 1945 com as Folhas de Carvalho (Nr 837) pelas suas 203 vitórias.
Após a dissolução da I./JG 53, Lipfert foi transferido para a Jagdgeschwader 52, onde fez parte da 7./JG 52 até o final da guerra.
No período de pós-guerra Lipfert se tornou professor, não retornando mais para a vida militar.

## Condecorações
- Cruz de Ferro (1939)
  - 2ª classe (12 de março de 1943)
  - 1ª classe (29 de abril de 1943)
- Distintivo de Voo do Fronte da Luftwaffe em Ouro (26 de abril de 1943)
- Troféu de Honra da Luftwaffe (13 de dezembro de 1943)
- Cruz Germânica em Ouro (28 de janeiro de 1944)
- Cruz de Cavaleiro da Cruz de Ferro (5 de Abril de 1944)
  - 837ª Folhas de Carvalho (17 de abril de 1945)